# Maskelarmfugl
Maskelarmfugl (latin: Corythaixoides personatus) er en turakoart, der lever i det østlige Afrika.